# A Lyoko Kód
A Lyoko Kód (eredeti cím: Code Lyoko) 2003-tól 2007-ig futott francia televíziós 2D-s / 3D-s számítógépes animációs sorozat, amelynek első évadját az Antéfilms Production, a második, harmadik és negyedik évadját pedig a Moonscoop Group Lnc. készítette. A forgatókönyvet Sophie Decroisette írta, Jérôme Mouscadet rendezte, a zenéjét Serge Tavitian szerezte, a producer Nicolas Atlan. Franciaországban a France 3 és a Canal J vetítette, Magyarországon a Megamax sugározta.

## Szereplők

### Főszereplők
- Aelita Schaeffer / Aelita Stones / Maya (Berkes Boglárka) – Rózsaszín hajú lány, általában rózsaszínű pólót visel. Első találkozásuk során Mayának nevezik. Sokáig azt hitték hogy mesterséges intelligencia mint XANA, majd később kiderül hogy ő is a Földön élt igazi emberként. Azt mondják, hogy ő Odd unokahúga, de csak azért, hogy legyen személyazonossága, és felvegyék a Kadic gimnáziumba. Képessége: kreativitás; fegyvere: energiamező. Nincs járműve, de az utolsó évadban Jeremy angyalszárnyakat programoz neki. Az első évadokban manó fülei, rózsaszín ruhája van Lyokón is. és szerelmes Jeremybe.
- Jeremy Belpois (Czető Ádám az 1-2. évadokban, Stukovszky Tamás a 3-4. évadokban) – Szőke hajú fiú, kék pulcsit, és vaj színű nadrágot visel. Ő találta meg a gyárat, a szuperszámítógéppel. Ő fedezte fel Lyokót és Aelitát is, akit először mesterséges intelligenciának, majd Mayának hív. A Kadic Akadémia kiváló tanulója. Ő programozza a járműveket, teleportája Lyokóra a többieket, és figyelmezteti őket hogy szörnyek vannak a közelben. Ő csak egyszer volt Lyokón, és akkor sem láttuk, hogy néz ki. Szerelmes Aelitába.
- Odd Della Robbia (Berkes Bence) – Szőke hajú fiú, elől lila csíkkal, lila pólót, és nadrágot visel. A Kadic Akadémia bukdácsoló tanulója. Odd mindig szerelmes lesz valakibe, de sosem állapodik meg, csak egy régi barátjánál, Samnél. Elméletben Aellita rokona. Képessége: pajzs, jövőbelátás (csak első évad), teleportálás (csak az „Oddból is megárt a sok” részben); fegyvere: lézerlövedék; járműje: légdeszka. Lyokón lila macskának néz ki.
- Yumi Ishiyama (Győrfi Laura) – Fekete hajú, japán lány, sötét színekben (főleg feketébe) öltözködik, és magas szárú (fekete) cipőt visel. Karatéra jár, amiben nagyon jó is. A Kadic Akadémián tanul szintén, de egy évvel idősebb. Szerelmes Ulrichba, de féli bevallani (talán magának is), mint a fiú, bár mind a ketten erősen tagadják. Képessége: telekinézis; fegyvere: 1 pár legyező; járműje: légszárny. Először japán gésa ruhában van Lyokón, de később bordó dressben.
- Ulrich Stern (Ungvári Gergő) – Barna hajú fiú, zöld felsőt és sötétzöld nadrágot visel. A Kadic Akadémia nem valami jó tanulója. Ő az egyik legnépszerűbb diák, mindenki ismeri. Ő is karatézni jár. Szerelmes Yumiba, de fél megmondani. Képessége: háromszögelés, háromszorozódás, szuper sprint; fegyvere: 1 kard, majd később 2; járműje: légmotor
- William Dunbar (Joó Gábor) – Fekete hajú fiú, fekete-vörös pulóvert és farmert visel. William a második évadban jött, mivel kirúgták egy másik iskolából és ide került. Szerelmes Yumiba. Lyokón csak egyszer volt, mint önmaga. Mikor még önmaga volt akkor fehér, fekete viselete volt. Fegyvere: nagy kard, de saját képességét akkor még nem ismerte. Nagyképűsége miatt bajba került és elkapta a medúza és teljesen átmosta az agyát, XANA irányítása alá került. A mag elpusztítása után új viselete lett Lyokón, teljesen fekete és nagy XANA jellel. Ilyenkor használja képességét a szuper füstöt.
- XANA vagy X.A.N.A. – Egy mesterséges intelligencia, akit Franz Hopper hozott létre, hogy ellensúlyozza a Karthagó-projektet. Tornyokat aktivál Lyokón, hogy ezáltal támadhasson az igazi világban. Ilyenkor ún. „szellemeket” küld, amik az elektromos berendezésekből tudnak kijönni, hogy pl. megszállják az embereket vagy állatokat. Néha megfertőz számítógépeket, hogy irányítsa a közlekedést, vagy műholddal vadásszon a főhősökre. Szörnyeket küld Lyokóra, hogy megakadályozza Aelita bejutását az aktivált toronyba. Magára Aelitára nem lő (csak az első évadban, de akkor nagyon), mert kell neki a saját céljaira. Ellene küzd a Lyoko csapat.

### Mellékszereplők
- Waldo Schaeffer / Franz Hopper – Aelita apja, Lyoko és X.A.N.A megalkotója, aki elveszett a saját virtuális világában (örökre).
- Elizabeth „Sissi” Delmas (Talmács Márta az 1-3. évadokban, Bogdányi Titanilla a 4. évadban) – A Kadic tanulója, nem kifejezetten okos, de ravasz. Imádja sajátmagát, és szerelmes Ulrichba, így pedig féltékeny Yumira. Sokszor majdnem leleplezte őket. Az elején ő is Lyoko harcos lett volna, hogy lenyűgözze Ulrichot, de Yumi jött helyette, mert ő nem volt elég megbízható.
- Jim Morales (Bella Levente) – A kotnyeles tesitanár, aki mindig összeesküvés elméleteket talál ki a Lyoko csapatáról.
- Jean-Pierre Delmas (István Imre) – Az iskola igazgatója, Sissi apja.
- Nicholas Poliakoff és Hervé Pichon (Straub Norbert) – Sissi „talpnyalói”. Hervé nagyon okos ám arrogáns pattanásos képű fiú, aki utálja Jeremy-t és Ulrichot, és valószínűleg az egész lyokós csapatot is. Szerelmes Sissi-be. Nicholas nagyon buta, de jó szövegíró. Sokszor néz ki úgy, hogy Aelita tetszik neki, de ez nem egyértelmű.
- Kiwi – Odd kutyája, akit titokban hozott a szigorú szabályok ellenére az iskolába. Szinte minden tanuló tud róla, még Jim is (bár ő inkább le szeretné buktatni őket). Odd sokszor majdnem lebukott a kutyával (legfőképpen Sissi vagy Jim miatt), de a szuper-komputer „visszatérés a múltba” gombja mindig megmentette.
- Milly Solovieff és Tamiya Diop – Az iskolaújság szerkesztői, kissé kotnyelesek. Sissivel gyakran kerültek összetűzésbe.

## Szörnyek
A szörnyek azok a lények (entitások) Lyokón, amelyeket XANA programozott, hogy akadályozzák a Lyoko-harcosok tevékenységét. Közös tulajdonságuk, hogy mindegyikükön rajta van XANA jele, ami egyben szörnyek „önmegsemmisítője”. Ezt a pontot eltalálva azonnal meghal a szörny, felrobban. Másik jellemzőjük, hogy lézerrel lőnek.
- Rák (Krab) – Négylábú, viszonylag lassan mozgó szörny. Másik gyenge pontja a lába. A tetején található XANA jele.
- Darázs (Hornet) – Repülő, gyorsan mozgó szörny. Képes megmérgezni ellenfelét.
- Csótány (Kankrelat) – Kicsi, a legkevésbé intelligens szörny. Általában ötösével járnak a szektorokban.
- Kocka (Blok) – Kicsi, tömör, kocka alakú szörny. Négy XANA-jel van rajta. Képes az ellensége lefagyasztására. Néha ún. „tűzkarikát” lő.
- Tarantula – Négylábú, viszonylag gyorsan mozgó szörny. Miközben megy, nem képes lőni, max. keveset, ilyenkor egy pillanatra két lábra áll. Csak úgy tud lőni, ha leül, ekkor két mellső lábával tüzel nagyon gyorsan. Néhány lövéssel képes devirtualizálni akárkit.
- Megatank – Gömb alakú, páncélos szörny. Gurulással közlekedik. Zárt páncélnál nem képes lőni, de akkor nem is sebezhető. Nyitott páncélnál vertikálisan lő körbe. Egy lövéssel devirtualizál bárkit. A jel a páncéljában található.
- Rája (Manta) – Először az ötös szektorban bukkan fel. Nevével ellentétben tud repülni. Képes bombákat dobni.
- Csúszómászó (Creeper) – Csak az ötös szektorban (Karthagó) élő szörny. Nem túl intelligens. Képes csúszni a falakon. Sokat sebez.
- Medúza (Scyphozoa) – Különleges szörny. Képes áldozata agyának átmosására, adatok elvételére. Nyolc csápja van, általában öt csápjával fogja meg áldozatát. Nem lő lézerrel. Támadni csak csápjaival tud, de ez nem sebez.
- Kolosszus – A negyedik évad végén jelenik meg a jeges replikában, egy óriás láva szörny. A célpont a bal karján található (mindössze egyszer sikerült kilőni), a fején látható célpont eltalálásával csak lebénul. Ezt a nehezen legyőzhető szörnyet mindössze a 94. epizódban tudták legyőzni, Ulrich Stern győzte le.

## Helyszínek

### Gyár
A legfontosabb helyszín a sorozatban. Régen itt alkotta meg Franz Hopper Lyokót és XANA-t a Karthágó projekt ellen. A gyár több részre tagolódik: maga a gyár (földszint), a labor (-1. szint), a szkennerterem (-2. szint) és a szuperszámítógép-terem (-3. szint).
- Labor: Ebben a teremben található egy holotérkép és egy interfész, amelyek segítségével Jeremie segíteni tud a többieknek.
- Szkennerterem: Ebben a teremben található a három szkenner, amelyek segítségével Lyokóra virtualizálódnak a többiek.
- Szuperszámítógép-terem: Ebben a teremben található a szuperszámítógép. Itt csak ritkán járnak hőseink.

### Kadic Akadémia
A Kadic Akadémia (néha Kadic Gimnázium vagy Kadic Junior) főszereplőink iskolája. Az akadémia több jelentős részből áll: a kollégium, a tornaterem és a tantermek.
- Kollégium: Odd, Aelita, Ulrich, Jeremie bentlakásosak, és itt „laknak”. A kollégium tagolt, a fiúk és lányok különböző emeleten vannak. Az emeleteken közös fürdőszoba található. Odd és Ulrich osztoznak egy szobán, de Jeremie, Aelita és Sissi külön-külön szobákban laknak. Lámpaoltás után a diákoknak tilos az emelete felmenni, illetve az emeletről lemenni. Tanítás közben nem tartózkodhatnak a kollégium területén.
  - Jeremie szobája a második emeleten található, közel Odd és Ulrich szobájához. Jeremie szobájában van az ágy felett egy poszter Einsteinről, egy szekrény, pár polc és egy gép, amely segítségével távolról is tud csatlakozni Lyokóhoz.
  - Odd és Ulrich szobája igen egyszerű: két ágy, szekrények és egy íróasztal található benne. Odd a szekrénye alsó fiókjában Kiwit, a kutyáját rejti.
  - Aelita szobája egy szinttel lejjebb található. A szobájában egy ágy, egy íróasztal található rajta a saját gépével. Aelita szobáját alig látjuk a sorozatban, mert általában Jeremie szobájában lóg.
- Ebédlő: A Kadic diákjai itt étkeznek. Az ebédlő sokszor kerül a történet középpontjába („Klausztrofóbia”, „A zombik támadása”, „Plágium”). A ebédlő vezetője Rosa Petitjean.
- Tornaterem: Ez a terem kevesebb hangsúlyt kap. Alkalmakként átalakítják bálra („Teddygozzila”), party-ra ("A végső mix")  vagy versenyre („A robotok”, „Az utolsó menet”). Ulrich és Yumi itt ismerkedtek meg.
- Sportpálya: A tornaterem mellett található. Négysávos futópálya, mely egy focipályát zár körbe. A sportpálya jelentős hangsúlyt kap „A zéró gravitációs zóna” című részben.
- Park: Hőseink a parkon át jutnak el a gyárba.

### Internet

#### A Replikák
A replikák azok a Xana által létrehozott virtuális világok amelyeket miután Xana kiszabadult az internetre, egy másik szuper-számítógépen hozott létre önmaga fenntartására. A replikák Lyoko egyes szektorainak kidolgozatlan másolata. Xana tornyokat aktivál rajta mint Lyokón, és közbe támadja a valódi Lyoko magját, nem sok sikerrel. A replikákon aktivált tornyokról a Torony bekezdésnél lehet olvasni.

## Tárgyak, objektumok Lyokón

### Torony
Lyoko és a Föld között lévő kapu. XANA a tornyok használatával jut el a Földre, hogy világhatalomra törjön. XANA által aktivált torony füstje vörös. Nem csak XANA tud aktiválni tornyot hanem Jeremie (zöld) és Franz Hopper (fehér) is (zárójelben a füst színe). A torony inaktív állapotban kék vagy fehér. A tornyot lehet deaktiválni, ha Aelita beüti a „Lyoko” kódot. A harmadik évadban XANA a medúza használatával agymosást végez Aelitán és arra kényszeríti, hogy az adott szektorban az átjáró tornyokba beüsse a „XANA” kódot, ezzel törölve a négy felszíni szektort. A negyedik évadban a hőseink XANA által irányított szuperszámítógépeket hatástalanítanak, hogy ezzel töröljék az ún. „replikákat”, de a Földre teleportálódáshoz a Skidet (digitális tengeralattjáró) a toronyhoz kötik és utána Jeremie aktiválja a tornyot. Bár ezt XANA meg akarja akadályozni, ezért Williamet elküldi, hogy deaktiválja a tornyot. Vannak bizonyos átjáró tornyok, ezekkel szektort is lehet váltani, ha a torony nem átjáró, ugyanazon a szektoron belül egy másik toronyba teleportálódunk.

## Epizódok

### 1. évad (2003–04)
1. Teddygozzila (Teddygozilla/-II-)
2. Hiszem, ha látom (Seeing is believing/Le voir pour le croire)
3. Ködös vakáció (Holiday in the fog/Vacances dans la brûme)
4. A napló (Log book/Carnet de bord)
5. Nagy bogár (Big bug/Big bogue)
6. A hasonmás probléma (Image problem/Problème d'image)
7. A kegyetlen dilemma (Cruel dilemma/Cruel dilemme)
8. A forgatás (End of take/Clap de fin)
9. A műhold (Satellite/-II-)
10. Az álomlány (The girl of the dreams/Créature de rêve)
11. Plágium (Plagued/Enragés)
12. A darázstámadás (Swarming attack/Ataque en piqué)
13. Egy hajszálon múlt (Just in time/D'un cheveu)
14. A csapda (The trap/Piège)
15. A röhögőgörcs (Laughing fit/Crise de rire)
16. Klausztrofóbia (Claustrophobia/Claustrophobie)
17. Amnézia (Amnesia/Mémoire morte)
18. A halálos dallam (Killer music/Musique mortelle)
19. A határ (Frontier/Frontière)
20. A robotok (The robots/L'âme des robots)
21. A zéró gravitációs zóna (Zero gravity zone/Gravité zéro)
22. Rutinmunka (Routine/-II-)
23. A szikla másik oldala (Rock bottom?/36ème dessous)
24. A szellemcsatorna (Ghost channel/Canal fantôme)
25. Kód: Föld (Code: Earth/Code: Terre)
26. Hamis kezdet (False start/Faux départ)

### 2. évad (2005–06)
1. Új rend (New order/Nouvelle donne)
2. Ismeretlen terület (Uncharted territory/Terre inconnue)
3. Az expedíció (Exploration/Éxploration)
4. A nagy nap (A great day/Un grand gour)
5. Pück úrfi (Mister Pück/-II-)
6. Valentin-nap (Saint Valentine's day/Saint Valentin)
7. A végső mix (Final mix/Mix final)
8. A hiányzó láncszem (Missing link/Chaînon manquant)
9. A csipek lent vannak (The chips are down/Les jeux sont fait)
10. Marabounta (Marabounta/-II-)
11. Közös érdek (Common interest/Intérêt commun)
12. Csábítás (Temptation/Tentation)
13. Rossz húzás (A bad turn/Mauvaise conduite)
14. A zombik támadása (Attack of the zombies/Contagion)
15. Ultimátum (Ultimatum/-II-)
16. Zűrzavar (A fine mess/Désordre)
17. XANA csókja (XANA's kiss/Mon meilleur ennemi)
18. Szédülés (Vertigo/Vertige)
19. Hidegháború (Cold war/Guerre froide)
20. Déjà vu (Dèja Vu/Empreintes)
21. Csúcsformában (Tip-Top shape/Au meilleur de sa forme)
22. Van ott valaki? (Is anybody out there?/Esprit frappeur)
23. Franz Hopper (Franz Hopper/-II-)
24. Kapcsolat (Contact/-II-)
25. Felfedezések (Revelation/Révélation)
26. A kulcs (The key/Réminiscence)

### Előzmény (2006)
- XANA ébredése (1. rész) (XANA Awakens Part 1/Le réveil de XANA Partie 1)
- XANA ébredése (2. rész) (XANA Awakens Part 2/Le réveil de XANA Partie 2)

### 3. évad (2006)
1. Tiszta szívből (Straight to heart/Droit à cœur)
2. Lyoko mínusz egy (Lyoko minus one/Lyokô moins un)
3. Dagály (Tidal wave/Raz de marée)
4. Hamis nyom (False lead/Fausse piste)
5. Aelita (Aelita/-II-)
6. A varjútámadás (The pretender/Le prétendant)
7. A titok (The secret/Le secret)
8. Időszakos őrület (Temporary insanity/Tarentule au plafond)
9. Szabotázs (Sabotage/-II-)
10. Az évértékelő (Nobody in particular/Désincarnation)
11. Oddból is megárt a sok (Triple trouble/Triple sot)
12. Baj baj hátán (Double trouble/Surmenage)
13. Az utolsó menet (Final round/Dernier round)

### 4. évad (2007)
1. William visszatér (William returns/Renaissance)
2. Dupla Jeremy (Double take/Mauvaise réplique)
3. Az előzenekar (Opening act/Première partie)
4. A játékszoba (Wreck room/Double foyer)
5. Skidbladnir (Skidbladnir/-II-)
6. Az első út (Maiden voyage/Première voyage)
7. A gyorstalpaló (Crash course/Leçon de choses)
8. A replika (Replika/Réplika)
9. "Inkább nem beszélnék róla" ("I'd rather not talk about it"/"Je préfère ne pas en parler")
10. Forró zuhany (Hot shower/Corps céleste)
11. A tó (The lake/Le lac)
12. Elveszve a tengerben (Lost at sea/Torpilles virtuelles)
13. Kísérleti nyúl (Lab rat/Expérience)
14. Dicsekvő Odd (Bragging rights/Arachnophobie)
15. A kutya nehéz délután (Dog day afternoon/Kiwodd)
16. A rosszakaró (A lack of goodwill/Œil pour œil)
17. Távoli emlék (Distant memory/Mémoire blanche)
18. Balszerencse (Hard luck/Superstition)
19. A nyereményrepülés (Guided missile/Missile guidé)
20. A Kadic bombanője (Kadic bombshell/La belle de Kadic)
21. Rossz kutya (Canine conundrum/Kiwi superstar)
22. Űrkalamajka (A space oddity/Planète bleue)
23. Az unokatesó (Cousins once removed/Cousins ennemis)
24. Aelita fellépése (Music to spothe the savage beast/Il est sensé d'être insensé)
25. Félrement üzenet (Wrong exposure/Méduse)
26. Rossz kapcsolat (Bad connection/Mauvaises ondes)
27. Hideg verejték (Cold sweat/Sueurs froides)
28. Családi látogatás (Down to Earth/Retour)
29. Harc a végsőkig (Fight to the finish/Contre-ataque)
30. Visszhangok (Echoes/Souvenirs)